# Cool hé, jongen
Cool hé, jongen is een Nederlandstalige single van de Belgische artiest Kurt Van Eeghem uit 1982.
De B-kant van de single is het liedje China jong.

## Meewerkende artiesten
- Jean-Marie Aerts (producer)
- Kurt Van Eeghem (zang)
- Jean-Marie Aerts (gitaar, keyboard, programmatie)